# 4 (Beyoncé)
4 è il quarto album in studio della cantautrice statunitense Beyoncé, pubblicato il 28 giugno 2011 dalla Parkwood Entertainment e Columbia Records.
Primo progetto discografico pubblicato attraverso la casa di produzione Parkwood Entertainment di Beyonce, 4 ha ottenuto il sostegno della critica, venendo considerato tra i migliori album pop e contemporary R&B degli anni 2010. Commercialmente l'album è stato il quarto esordio consecutivo della cantante alla prima posizione della Billboard 200 statunitense, ottenendo la medesima posizione anche nella Official Albums Chart britannica, vendendo complessivamente oltre 5 milioni di copie al 2016.
L'album presenta il brano Love on Top, riconosciuto con il Grammy Award alla miglior interpretazione R&B, oltre ai singoli Run the World (Girls), 1+1, Countdown e End of Time, ed è stato candidato alle principali premi internazionali, tra cui Soul Train Music Award, NAACP Image Award e American Music Award, vincendo un Billboard Music Awards.

## Antefatti
Durante la primavera del 2009, Beyoncé cominciò a lavorare al suo nuovo album, affermando che stava scrivendo e producendo materiale, dopo l'uscita di I Am... Sasha Fierce nel 2008. Nel 2010 Beyoncé fonda la Parkwood Entertainment e firma un contratto manageriale con la Live Nation Entertainment del marito Jay-Z, separandosi sotto il profilo lavorativo dalla Music World Entertainment del padre Mathew Knowles.  La cantante ha parlato della scelta imprenditoriale:
(Beyoncé)
A gennaio 2011 il produttore S1 ha confermato via Twitter che aveva contribuito all'album. Sean Garrett dichiarò di aver lavorato assieme a Beyoncé per il suo nuovo album e lo stesso fecero Switch e Derek Miller di Sleigh Bells, Christopher "Tricky" Stewart, The-Dream, Bangladesh, Darkchild, Frank Ocean, Kanye West, Q-Tip e Alja Jackson.

## Registrazione
Dopo tre mesi di pausa dall'I Am... Tour, nel marzo 2010 Beyoncé ha iniziato a registrare presso i Roc the Mic Studios di suo marito Jay-Z a New York. Sei settimane dopo, nel maggio 2010, la cantante ha chiesto a DJ Swivel di lavorare al progetto, che riguardo al suo rapporto di lavoro con Beyoncé, ha raccontato:
(DJ Swivel)
L'artista, grazie al produttore, ha lavorato con nuove strumentazioni come fiati, batteria, chitarre e percussioni, ispirandosi soprattutto alle registrazioni di Fela Kuti. Il progetto è stato registrato in dieci studi differenti, tra cui Jungle City Studios, KMA Studios, Germano Studios a New York e i Real World Studios nel Regno Unito. 4 è stato missato principalmente ai MixStar Studios in Virginia e masterizzato allo Sterling Sound di New York. Il mastering è stato ritardato di una settimana a seguito dell'imprevista registrazione di I Was Here, poiché Diane Warren aveva fatto ascoltare la canzone a Jay-Z durante una conversazione telefonica, inducendolo a mettere in contatto la Warren e Beyoncé. Nel maggio 2011, Beyoncé ha presentato settantadue canzoni in vista della pubblicazione dell'album.

## Descrizione
L'album è composto da dodici tracce nella versione standard, scritte e composte da Beyoncé assieme a differenti autori e produttori, tra cui DJ Swivel, Sean Garrett, Kanye West, Q-Tip, The-Dream, Diane Warren, Frank Ocean, Ester Dean e Adidja Palmer. L'album è costituito prevalentemente di brani contemporary R&B, pop ed elettropop, ispirati ad artisti quali Stevie Wonder, Michael Jackson, Lauryn Hill, Adele oltre a suoni contemporary R&B/soul anni novanta e all'afrobeat, segnando un distacco dal precedente progetto I Am... Sasha Fierce. Beyoncé ha raccontato il significato dell'album e il processo creativo in un'intervista a Billboard dopo il conseguimento del Billboard Millennium Award:
(Beyoncé)

## Promozione

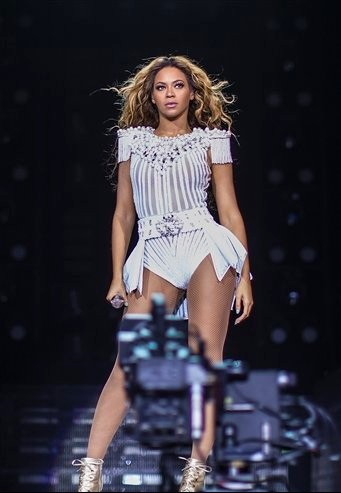
Beyoncé nel corso del The Mrs. Carter Show World Tour nel 2013

Il 19 maggio 2011 sul sito ufficiale di Beyoncé fu resa nota la copertina ufficiale che mostra Beyoncé coperta solo da una pelliccia nera, con lo sfondo color verde acqua, le scritte "Beyoncé" in alto ed il numero 4, in caratteri arabi, in basso a destra. Il 25 dello stesso mese Beyoncé rese noti i titoli delle 12 tracce dell'album, tramite la sua pagina ufficiale di Facebook, svelandone uno ogni ora. L'edizione deluxe, uscita in contemporanea con l'edizione standard, contiene tre inediti (Lay Up Under Me, Schoolin' Life e Dance for You), tre remix di Run the World (Girls) ed una versione speciale del video di quest'ultimo.

### Singoli
L'album è stato anticipato dal singolo Run the World (Girls), pubblicato il 21 aprile 2011 e dalla ballata Best Thing I Never Had, disponibile dal 1º giugno. Il 28 maggio è stato pubblicato il singolo promozionale 1+1, di cui è stato girato anche un video musicale (con regista proprio Beyoncé). Il 4 ottobre 2011 è stato pubblicato il terzo singolo estratto Countdown, con relativo video musicale pubblicato il 6 ottobre; a questo singolo è stato affiancato il quarto, Party, inviato alle radio statunitensi il 30 agosto 2011.

### Beyoncé: Year of 4
Il 30 giugno 2011 il canale statunitense MTV ha trasmesso lo speciale televisivo Beyoncé: Year of 4, documentario in cui la cantante racconta il processo di realizzazione dell'intero progetto discografico, dalla fondazione della Parkwood Entertainment, alla produzione e scrittura del brani, sino alle prove delle coreografie a alla registrazione dei video musicali. Successivamente alla messa in onda, il documentario è stato pubblicato sul canale YouTube di Beyoncé.

### Tour ed eventi dal vivo

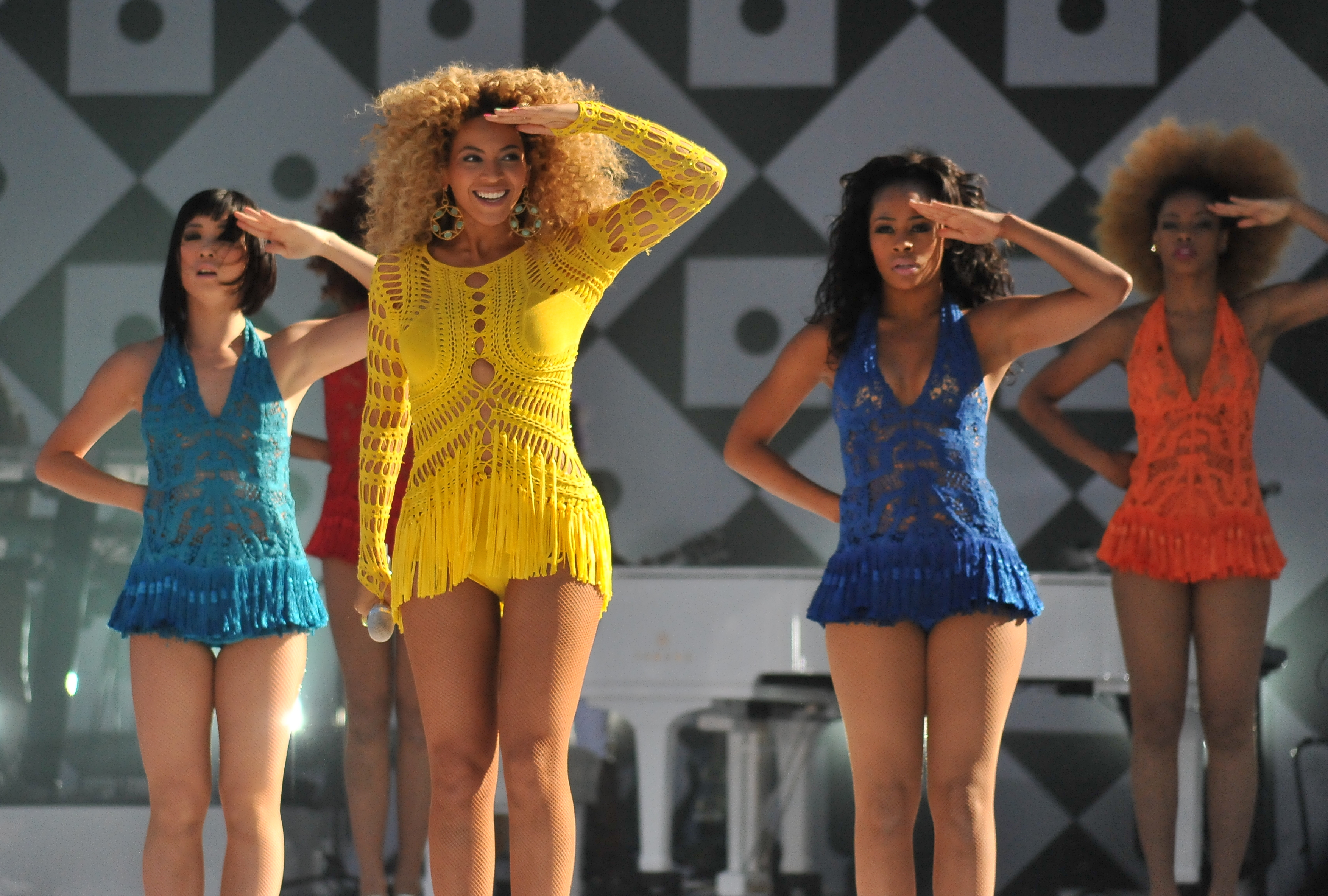
Beyoncé al GMA Summer Concert Series a New York nel 2011

Dal 14 al 19 agosto 2011 Beyoncé si è esibita in quattro concerti denominati 4 Intimate Nights with Beyoncé, presso il Roseland Ballroom di New York, le cui perfomance sono state pubblicate nell'album video Live at Roseland: Elements of 4 il 21 novembre 2011. Il 26 giugno 2011, Beyoncé si è esibita come artista di chiusura del Festival di Glastonbury nel Regno Unito, divenendo la prima artista donna a calcare il palco dell'evento in più di vent'anni. Il 1º luglio Beyoncé è apparsa al Good Morning America Summer Concert Series al Central Park di New York. Tra il 24 e il 28 maggio 2012 Beyoncé si è esibita nel Revel Presents: Beyoncé Live, tre concerti evento presso il Revel Atlantic City ad Atlanta, Georgia.
Nel 2013 Beyoncé si esibisce al Super Bowl XLVII con la compartecipazione dei membri delle Destiny's Child, Kelly Rowland e Michelle Williams, includendo due brani provenienti da 4, End of Time e Love on Top. Nel 2013 annuncia il The Mrs. Carter Show World Tour, che prevedeva la maggior parte delle canzoni proveniva da 4, con coreografie e arrangiamenti diversi rispetto alle precedenti esibizioni della cantante; successivamente nelle date del 2014 vengono mantenuti in scaletta Run the World (Girls), 1+1 e Love on Top, con la sostituzione delle rimanenti con brani presenti nell'album Beyoncé.
Beyoncé si è inoltre esibita nel corso di numerosi programmi televisivi e talk show internazionali, tra cui American Idol, X Factor, e al The Tonight Show. Il 28 agosto 2011 Beyoncé si è esibita con Love on Top agli MTV Video Music Awards 2011 annunciando alla fine della performance di essere incinta della primogenita, Blue Ivy Carter, accarezzandosi il ventre. Beyoncé ha interpretato il brano I Was Here dal vivo nel corso della Giornata mondiale dell'aiuto umanitario presso la sede di New York Knicks dell'Assemblea generale delle Nazioni Unite il 19 agosto 2012.

## Accoglienza
| Recensione           | Giudizio |
| -------------------- | -------- |
| AllMusic             |          |
| Entertainment Weekly |          |
| Pitchfork            |          |
| Los Angeles Times    |          |
| Rolling Stone        |          |
| Slant Magazine       |          |
| Spin                 |          |
| The Guardian         |          |
| NME                  |          |

4 ha ricevuto recensioni positive dalla critica musicale, ottenendo sulla piattaforma Metacritic, che assegna un voto medio ponderato su 100 alle recensioni della critica, un punteggio medio di 73, sulla base di 36 recensioni.
Michael Cragg del The Guardian lo ha descritto come «l'album più completo di Beyoncé» e «la continuazione del personaggio diviso Sasha Fierce» in un progetto «dall'estasiante esplosione» di suoni. Anche Jody Rosen nella sua recensione per Rolling Stone, ha sottolineato che attraverso il progetto Beyoncé rifugge dagli stili di produzione contemporanei per un album più personale e idiosincratico. Pensiero simile è stato espresso da Ryan Dombal, critico di Pitchfork, che lo ha trovato spigliato, rétro e coinvolgente perché mostra «una delle più grandi star del mondo che esplora il suo talento in modi che pochi avrebbero potuto prevedere».
Jon Caramanica del The New York Times lo ha considerato una buona vetrina per la nuova Beyoncé come cantante illuminante, perché canta in modo convincente il tema delle rotture sentimentali e del forte effetto emotivo dell'amore, per creare nuovo amore. Andy Kellman di AllMusic ha applaudito la qualità del canto di Beyoncé e la scrittura delle canzoni compensano l'arrangiamento eterogeneo dei bran. Anche Eric Henderson di Slant Magazine ritiene che 4 abbia successo dal punto di vista della sperimentazione vocale della cantante.
In una recensione meno entusiasta, Adam Markovitz di Entertainment Weekly ha affermato che la prima metà di 4 è inficiata da ballate noiose e che il processo di scrittura in generale non è all'altezza del talento vocale di Beyoncé. Hamish MacBain della rivista NME ha ritenuto che Beyoncé non sia progredita rispetto ai suoi lavori precedenti e alcune parti suonino «poco ispirate». Claire Suddath della rivista Time ha affermato che le canzoni mancano di sostanza nel testo, anche se sono ben eseguite dalla produzione e dalla voce della cantante.

## Riconoscimenti
American Music Award
- 2011 – Candidatura al miglior album Soul/R&B[84]

Billboard Music Awards
- 2012 – Miglior album R&B[85]

NAACP Image Award
- 2012 – Candidatura al miglior album[86]

People's Choice Awards
- 2012 – Candidatura all'album dell'anno[87]

Soul Train Music Award
- 2011 – Candidatura all'album dell'anno[88]

Virgin Media Music Awards
- 2012 – Candidatura all'album dell'anno[89]

## Tracce
1. 1+1 – 4:33 (Terius Nash, Tricky Stewart, Beyoncé Knowles)
2. I Care – 3:59 (Jeff Bhasker, Chad Hugo, Beyoncé Knowles)
3. I Miss You – 2:59 (Frank Ocean, Shea Taylor, Beyoncé Knowles)
4. Best Thing I Never Had – 4:13 (Kenny Edmonds, Antonio Dixon, Beyoncé Knowles, Patrick Smith, Shea Taylor, Larry Griffin, Jr., Caleb McCampbell)
5. Party (feat. André 3000) – 4:05 (Kanye West, Jeff Bhasker, Beyoncé Knowles, André 3000, Dexter Mills, Douglas Davis, Ricky Walters)
6. Rather Die Young – 3:42 (Jeff Bhasker, Luke Steele, Beyoncé Knowles)
7. Start Over – 3:19 (Shea Taylor, Beyoncé Knowles, Ester Dean)
8. Love on Top – 4:27 (Beyoncé Knowles, Terius Nash, Shea Taylor)
9. Countdown – 3:32 (Terius Nash, Shea Taylor, Beyoncé Knowles, Ester Dean, Cainon Lamb, Julie Frost, Michael Bivins, Nathan Morris, Wanya Morris)
10. End of Time – 3:43 (Beyoncé Knowles, Terius Nash, Shea Taylor, David Taylor)
11. I Was Here – 3:59 (Diane Warren)
12. Run the World (Girls) – 3:56 (Terius Nash, Beyoncé Knowles, Wesley Pentz, David Taylor, Adidja Palmer, Nick van de Wall)

Tracce bonus nell'edizione giapponese
1. Dreaming – 4:39 (Kenny Edmonds, Antonio Dixon, Beyoncé Knowles, Patrick Smith)

CD bonus nell'edizione deluxe
1. Lay Up Under Me – 4:13 (Beyoncé Knowles, Sean Garrett, Mikkel Eriksen, Tor Erik Hermansen, Shea Taylor)
2. Schoolin' Life – 4:53 (Beyoncé Knowles, Terius Nash, Shea Taylor, Carlos McKinney)
3. Dance for You – 6:17 (Beyoncé Knowles, Terius Nash, Tricky Stewart)
4. Run the World (Girls) (Kaskade Club Remix) – 5:02 (Terius Nash, Beyoncé Knowles, Wesley Pentz, David Taylor, Adidja Palmer, Nick van de Wall)
5. Run the World (Girls) (Red Top Club Remix) – 6:02 (Terius Nash, Beyoncé Knowles, Wesley Pentz, David Taylor, Adidja Palmer, Nick van de Wall)
6. Run the World (Girls) (Jochen Simms Club Remix) – 6:19 (Terius Nash, Beyoncé Knowles, Wesley Pentz, David Taylor, Adidja Palmer, Nick van de Wall)

### Expanded Edition
1. Love on Top – 4:27
2. Party (feat. André 3000) – 4:05
3. Schoolin' Life – 4:52
4. Countdown – 3:32
5. I Miss You – 2:59
6. Dance For You – 6:15
7. I Care – 3:59
8. Rather Die Young – 3:42
9. 1+1 – 4:33
10. End of Time – 3:43
11. Run the World (Girls) – 3:56
12. Best Thing I Never Had – 4:13
13. Start Over – 3:19
14. I Was Here – 3:59

## Successo commerciale
4 è entrato alla prima posizione della classifica statunitense vendendo 310 000 copie nella sua prima settimana, mentre in Canada si è fermato al terzo posto con 8 700 copie vendute, dietro a 21 di Adele e When the Sun Goes Down di Selena Gomez & the Scene. Nella seconda settimana, negli Stati Uniti, 4 ha mantenuto la prima posizione con altre 115 000 copie vendute (il 63% in meno della settimana precedente). Nella terza settimana, è sceso alla quinta posizione con un calo di vendite del 37% (72 000 copie). Nella quarta settimana, è salito alla numero 4 vendendo altre 53 000 copie (il 26% in meno rispetto alla settimana precedente). È salito poi alla settima con altre 27 000 copie (il 27% in meno) ed è sceso alla nona con 25 000 (meno 6%). Scende ancora di tre posizioni alla dodicesima con 21 000 copie (meno 21%). Grazie alla performance di Love on Top ai VMA, l'album salta alla settima posizione vendendo altre 39 000 copie (più 87%). Love on Top ha debuttato alla decima posizione della Digital Songs statunitense vendendo 113 000 copie.
Nel Regno Unito, l'album ha debuttato alla vetta della classifica vendendo 89 000 copie ed ha mantenuto tale posizione per una seconda settimana con altre 45 000 copie vendute.
In Francia, 4 ha debuttato alla seconda posizione, diventando il primo album della cantante a raggiungere la top 10 e vendendo 12.393 copie. Ha resistito tra i primi dieci album più venduti ancora una settimana, al 7º posto con una vendita pari a 6.180 copie per poi scendere in 17ª posizione.

## Classifiche

### Classifiche settimanali
| Classifica (2011) | Posizione massima |
| ----------------- | ----------------- |
| Australia         | 2                 |
| Austria           | 13                |
| Belgio (Fiandre)  | 4                 |
| Belgio (Vallonia) | 4                 |
| Canada            | 3                 |
| Croazia           | 1                 |
| Finlandia         | 24                |
| Francia           | 2                 |
| Germania          | 5                 |
| Giappone          | 10                |
| Grecia            | 5                 |
| Irlanda           | 1                 |
| Italia            | 4                 |
| Messico           | 31                |
| Norvegia          | 6                 |
| Nuova Zelanda     | 3                 |
| Paesi Bassi       | 2                 |
| Polonia           | 2                 |
| Portogallo        | 3                 |
| Regno Unito       | 1                 |
| Repubblica Ceca   | 2                 |
| Russia            | 7                 |
| Spagna            | 1                 |
| Stati Uniti       | 1                 |
| Svezia            | 13                |
| Svizzera          | 1                 |
| Ungheria          | 8                 |

### Classifiche di fine anno
| Classifica (2011) | Posizione |
| ----------------- | --------- |
| Australia         | 26        |
| Belgio (Fiandre)  | 61        |
| Belgio (Vallonia) | 81        |
| Danimarca         | 93        |
| Giappone          | 100       |
| Italia            | 99        |
| Paesi Bassi       | 29        |
| Regno Unito       | 18        |
| Stati Uniti       | 21        |
| Svizzera          | 57        |
| Classifica (2012) | Posizione |
| Stati Uniti       | 91        |